# El Delfín: La historia de un soñador
El delfín: la historia de un soñador es un largometraje de animación 3D de 2009 producida por Dolphin Films, en producción con Passworld y asociado con Dreamin' Dolphin Film (DDG), deciden desarrollar una cinta animada basada en la novela del autor peruano Sergio Bambarén. La cinta logra obtener distribución y promoción por parte de 20th Century Fox para Latinoamérica y Norteamérica.

## Sinopsis
Un joven delfín llamado Daniel Alejandro, quien abandona la seguridad de su manada y su isla y se aventura hacia lo desconocido en busca de un sueño: descubrir el verdadero propósito de su vida. El viaje no será fácil; habrá peligros y retos, amigos y enemigos, pero Daniel Alejandro deberá confiar en la voz de su corazón para lograr su cometido, más si logra cumplir su sueño.
Un día la voz del océano le habla a Daniel y poco después una mantarraya visita la laguna, que la voz del océano le ha enviado como embajadora. A Daniel se le dice que el sol pronto habrá llegado al lugar correcto y que debería estar en camino. Daniel no comprende el significado, pero está decidido a salir de la laguna y salta valientemente sobre el arrecife.
En el vasto océano, Daniel conoce el calamar Carl. Los dos se hacen amigos y viajan juntos. Que escuchan las órdenes de Lucius, una barracuda gigante. Daniel y Carl son perseguidos por Lucius, pero logran escapar.
La voz del mar le dice a Daniel que siga al sol y preste atención a las señales en su camino. Solo de esta manera podrá finalmente montar la cresta de la ola perfecta y así devolver el mundo de los sueños a todas las criaturas del océano. Te encuentras con una gran almeja morada que Carl ha escuchado que todos los deseos deben hacerse realidad en ella. Sin embargo, cuando entran, se encuentran con el viejo pulpo gigante Maitre, que le cuenta a Daniel sobre un eclipse solar. Daniel vuelve una vez más a la almeja morada y libera a las criaturas marinas que fueron mantenidas allí como esclavas por Maitre.
Se encuentran con Mr. Bite un solitario tiburón blanco, quien se queja de que nunca puede tener una conversación larga con los peces incluso Squishy una rémora bebe. Daniel le advierte que debe tratar de no comerse a sus interlocutores de inmediato y Sr. Bite promete mejorar. Un pez luna ahora les explica que Lucius es un devorador de sueños que se traga todos los sueños de las criaturas marinas. El pez luna sueña con tocar el sol una vez en la vida e intenta nadar hacia el sol todos los días al atardecer para tocarlo.
Lucius intenta robarle sus sueños a Daniel, pero falla. Cuando intenta matar a Daniel, todas las criaturas marinas que encontró en su viaje acuden en su ayuda. Después de que la voz del mar le habló a Lucius se encoge a su tamaño normal y ahora resulta ser un delfín. Junto a los barcos hundidos se encuentran con monedas de oro y la ballena jorobada Kia les explica que esta es la razón por la que la gente hace tiempo que se olvida de cómo soñar.
A medida que se acerca el eclipse solar, una gran ola se acerca a Daniel. Después de montar su ola perfecta, la voz del mar le dice que a pesar de todas las dificultades, creyó en sí mismo, siguió su sueño y encontró el sentido de la vida. Daniel regresa a su enamoramiento, donde están tan entusiasmados con sus historias que todos abandonan su laguna, exploran los océanos y vuelven a soñar.

## Elenco de doblaje
- Daniel Alejandro Delfín: Alejandro Orozco
- Carl: Moisés Iván Mora
- Lucius: Octavio Rojas
- Mr. Bite: Ricardo Tejedo
- Leena: Leyla Rangel
- Miguel: Luis Fernando Orozco
- Manta: Marcela Páez
- Maitre: José Lavat
- Bertha: Rebeca Manríquez
- Squishy: Mateo Vázquez
- Sparky: Emilio Rafael
- Voz del Mar: Dulce Guerrero
- Líder: Sergio Gutiérrez Coto
- Delfín Viejo: Armando Réndiz
- Medusa: Yotzmit Ramírez
- Kia: Itzel Mendoza
- Kaleo (hermanito de Leena): Alan García Solís
- Mamá de Carl: Rosalba Sotelo
- Mamá de Squishy: Laura Torres
- Barracuda Jr.: Salvador Reyes
- Cangrejo: Andrés García Huerta
- Narrador: Sebastián Llapur

## Elenco de actores
- Daniel Alejandro Delfín: Karina Jordán
- Carl: Bruno Ascenzo
- Lucius: José Sarmiento
- Mr.Bite: Hernán Romero
- Miguel: Giovanni Ciccia
- Manta: Margarita León
- Maitre: Bruno Odar
- Bertha: Elva Alcandré
- Squishy: Natalia Parodi
- Sparky: Natalia Parodi
- Pez Sol: Carlos Victoria
- Voz del Mar: Elsa Olivero
- Líder: Óscar Carrillo
- Delfín Viejo: Leonardo Torres Descalzi
- Medusa 01: Natalia Parodi
- Medusa 02: Anneliese Fiedler
- Mamá de Carl: Anneliese Fiedler
- Narrador: José Sarmiento

## Para el DVD
- Videoclip de Diego Torres "La Aventura del Mar"
- Tráiler de "El Delfín La Historia de un Soñador"
- T.V. top acción
- T.V. top lanzamiento
- Cómo se hizo "El Delfín: La Historia de un Soñador"

## Canción
La aventura del mar
Autores: Gianmarco, Diego Torres
(Paquito Music Publishing / Zoe Publishing)
interpretada por: Diego Torres